# Waleed Hussain
Waleed Hussain Hassan Abdulla, meglio noto come Waleed Hussain (in arabo وليد حسين‎?; Fujaira, 15 maggio 1992), è un calciatore emiratino, centrocampista del Khor Fakkan .

## Carriera

### Club
Cresciuto nelle giovanili dell'Shabab Al-Ahli, Waleed ha fatto il suo esordio da professionista il 22 ottobre 2011, subentrando nei minuti finale, nella sfida vinta 2-0 contro l'Emirates. Resta nella squadra di Dubai fino al 2022, anche se per due volte viene girato in prestito: nel 2016 per metà stagione al Fujairah e nella stagione 2021-2022 all'Emirates. Durante i suoi anni con la maglia dell'Shabab Al-Ahli colleziona un totale di 82 presenze nella UAE Arabian Gulf League ed anche 10 apparizioni in AFC Champions League.
Nell'estate 2022 firma con la squadra dell'Al-Wahda dove nella stagione 2022-2023 colleziona solo 9 presenze; dopo una sola stagione lascia la squadra di Abu Dhabi e firma con il  Khor Fakkan.

### Nazionale
Waleed ha rappresentato gli Emirati Arabi Uniti solo a livello giovanile. Nel 2009 ha partecipato con la Nazionale Under-17 di calcio degli Emirati Arabi Uniti al Campionato mondiale di calcio Under-17 2009, giocando titolare tutte le quattro sfide giocate dalla nazionale emiratina; mentre nel 2014 è stato selezionato dalla Nazionale Under-23 di calcio degli Emirati Arabi Uniti nei convocati per i XVII Giochi asiatici scendendo in campo in tre occasioni durante il torneo.

## Palmarès

### Club
- Campionato emiratino: 1

Al-Ahli Dubai: 2013-2014
- Coppa del Presidente degli Emirati Arabi Uniti: 3

Al-Ahli Dubai: 2012-2013, 2018-2019, 2020-2021
- UAE Arabian Gulf Cup: 5

Al-Ahli Dubai: 2011-2012, 2013-2014, 2016-2017, 2018-2019, 2020-2021
- UAE Super Cup: 4

Al-Ahli Dubai: 2013, 2014, 2016, 2020